# Vlag van oblast Tomsk
De vlag van oblast Tomsk is in gebruik sinds 29 mei 1997. De vlag is wit met het wapen in het midden. Op het schild staat een afbeelding van een springend wit paard op een groen veld. Het paard vertegenwoordigt het belang van paarden in de Tataarse cultuur en het belang van de regio als handelsroute en paardenfokkerijcentrum. Wit is de kleur van adel en openhartigheid. Groen in het wapen symboliseert hoop, overvloed, vrijheid en vreugde. Het schild wordt gesierd door een kroon.